# Dünberg
Der Dünberg ist ein 445,4 m ü. NHN hoher Berg im Südeichsfeld im Unstrut-Hainich-Kreis, Thüringen (Deutschland).

## Lage
Der Dünberg befindet sich in den Ausläufern der Obereichsfelder Muschelkalkplatte im westlichen Teil des Unstrut-Hainich-Kreises unmittelbar östlich von Hildebrandshausen, südlich von Lengenfeld unterm Stein und nordwestlich von Faulungen. Die Kreisstadt Mühlhausen liegt ungefähr 14 Kilometer in östlicher Richtung.

## Naturräumliche Einordnung
Der Berg ist Teil der Eichenberg–Gotha–Saalfelder Störungszone und zählt nach der naturräumlichen Gliederung im Blatt Kassel zum Oberen Friedatalgebiet (Nr. 483.21) innerhalb des Westlichen Obereichsfeldes (Nr. 483.2) der Nordwestlichen Randplatte des Thüringer Beckens (Nr. 483).
Entsprechend der innerthüringischen Gliederung (Die Naturräume Thüringens) wird er der Einheit Werrabergland-Hörselberge zugeordnet.

## Natur
Der komplett bewaldete Dünberg, nur seine unteren Hänge werden landwirtschaftlich genutzt, wird eingegrenzt vom Rosebach im Westen, der Frieda im Nordosten und dem Faulunger Bach im Osten. Nach Südosten ist der Berg über einen Höhenrücken (über den Gaiberg: 446 m, Die Liethe: ca. 435 m, Heinzenberg: 451 m und den Steinernen Mann: 473 m) mit dem nordwestlichen Hainich verbunden. Nördlich vorgelagert ist der Heiligenberg (ca. 375 m), an seinem östlichen Abhang befindet sich eine Felsspalte, die sogenannte Menschenhöhle. Der Dünberg liegt im Landschaftsschutzgebiet Obereichsfeld und über das Berggebiet führen verschiedene Wanderwege. Oberhalb von Lengenfeld wurde eine Lourdes-Grotte Ende des 19. Jahrhunderts errichtet. 